# Tătărăștii de Jos
Tătărăștii de Jos è un comune della Romania di 3 994 abitanti, ubicato nel distretto di Teleorman, nella regione storica della Muntenia. 
Il comune è formato dall'unione di 7 villaggi: Lada, Negreni, Negrenii de Sus, Negrenii-Osebiți, Obârtu, Slăvești, Tătărăștii de Jos.